# Digestive Diseases and Sciences
Digestive Diseases and Sciences , anteriormente conocida como American Journal of Digestive Diseases , es una revista médica, mensual revisada por pares que se enfoca en gastroenterología y hepatología. Es publicada por Springer Science+Business Media y el editor en jefe es Jonathan Kaunitz ( Escuela de Medicina David Geffen ). Según Journal Citation Reports , la revista tenía un factor de impacto de 2,937 en 2018, lo que la ubicaba en el puesto 36 entre 74 revistas en la categoría "Gastroenterología y Hepatología". 
Según SCI journal , la revista tiene un factor de impacto actual (2022) de 3,199.

## Métricas de revista
2022
- Web of Science Group : 3.199
- Índice h de Google Scholar: 140 (2025)
- Scopus: 2.932

La revista ocupa el diecimoctavo  puesto en el apartado de las revistas de Gastroenterology and Hepatology en Google Scholar con un índice h5 de 58.